# Presinge
Presinge is een gemeente en plaats in het Zwitserse kanton Genève.
Presinge telt 615 inwoners.

## Geboren
- Edmond De la Rive (1847-1902), professor en militair